# Ліга націй КОНКАКАФ
Ліга націй КОНКАКАФ (англ. CONCACAF Nations League, ісп. Liga de Naciones Concacaf) — міжнародний футбольний турнір серед збірних Північної і Центральної Америки і країн Карибського басейну, який проводиться під керівництвом КОНКАКАФ. У турнірі беруть участь всі збірні, що входять у КОНКАКАФ. Турнір також є частиною відбору на Золотий кубок КОНКАКАФ.
Перший турнір почався у вересні 2019 року, а відбірковий етап для визначення Ліг для кожної команди, стартував у вересні 2018 року, після закінчення чемпіонату світу. У турнірі використовуються принципи підвищення та пониження в класі.

## Історія
Турнір був оголошений у листопаді 2017 року. За словами президента КОНКАКАФ Віктора Монтальяні Ліга націй була покликана замінити товариські матчі збірних, а також забезпечити всі команди регіону стабільною кількістю ігор, оскільки до цього деякі з них грали менше 10 ігор за чотирирічний цикл. 
У першому розіграші чотири переможці кожної з груп Ліги А виходили у фінальний етап, де змагались за чемпіонство, а чотири гірші збірні мали вибути в Лігу В. Аналогічний обмін був передбачений між усіма лігами. Переможцем дебютного турніру стала збірна США, яка у фіналі обіграла Мексику в додатковий час. Такий же формат турніру був і у другого розіграшу 2022/23, який теж виграли американці, цього разу здолавши у фіналі Канаду 1:0.
28 лютого 2023 року КОНКАКАФ оголосила про зміну формату турніру на наступний сезону 2023/24. У результаті жодна команда не вилетіла з вищого дивізіону і Ліга А була розширена з 12 до 16 команд. 12 команд з меншим рейтингом КОНКАКАФ були поділені на дві групи по шість, кожна зіграла чотири матчі з суперниками по групі (два вдома та два на виїзді). По дві найкращі команди з кожної групи виходили до чвертьфіналу, де до них приєдналися чотири команди, що посідали перші місця в рейтингу КОНКАКАФ. Ліга B залишилася незмінною, в ній залишилось шістнадцять команд, розділених на чотири групи по чотири. Кожна команда провела по шість матчів за круговою системою вдома та на виїзді (три вдома та три на виїзді). Після зміни формату Ліга С скоротилася з 13 до 9 команд і з чотирьох до трьох груп. Команди були поділені на три групи по три команди, кожна з яких зіграла по чотири матчі за коловою системою вдома та на виїзді (два вдома та два на виїзді). Не зважаючи на зміну формату, турнір втретє поспіль виграла збірна США, обігравши у фіналі Мексику 2:0. Цей же формат залишився і на наступний розіграш 2024/25

## Переможці
| Сезон          | Господар | Фінал      | Фінал                                             | Фінал    | Матч за 3-тє місце | Матч за 3-тє місце                                       | Матч за 3-тє місце |
| Сезон          | Господар | Переможець | Рахунок                                           | Фіналіст | 3-тє місце         | Рахунок                                                  | 4-те місце         |
| -------------- | -------- | ---------- | ------------------------------------------------- | -------- | ------------------ | -------------------------------------------------------- | ------------------ |
| 2019–20 Деталі | США      | США        | 3–2 дч Емпавер Філд ет Майл-Гай, Денвер, Колорадо | Мексика  | Гондурас           | 2–2, пен. 5–4 Емпавер Філд ет Майл-Гай, Денвер, Колорадо | Коста-Рика         |
| 2022–23 Деталі | США      | США        | 2–0 Елліджент-стедіум, Парадайз, Невада           | Канада   | Мексика            | 1–0 Елліджент-стедіум, Парадайз, Невада                  | Панама             |
| 2023–24 Деталі | США      | США        | 2–0 AT&T Стедіум, Арлінгтон, Техас                | Мексика  | Ямайка             | 1–0 AT&T Стедіум, Арлінгтон, Техас                       | Панама             |
| 2024–25 Деталі | США      | TBD        | – Соу-Фай Стедіум, Інглвуд, Каліфорнія            | TBD      | TBD                | – Соу-Фай Стедіум, Інглвуд, Каліфорнія                   | TBD                |
| 2026–27 Деталі | США      | TBD        | – Соу-Фай Стедіум, Інглвуд, Каліфорнія            | TBD      | TBD                | – Соу-Фай Стедіум, Інглвуд, Каліфорнія                   | TBD                |

### Призери
| Збірна     | Чемпіон              | 2 місце        | 3 місце  | 4 місце        | Всього |
| ---------- | -------------------- | -------------- | -------- | -------------- | ------ |
| США        | 3 (2021, 2023, 2024) |                |          |                | 3      |
| Мексика    |                      | 2 (2021, 2024) | 1 (2023) |                | 3      |
| Канада     |                      | 1 (2023)       |          |                | 1      |
| Гондурас   |                      |                | 1 (2021) |                | 1      |
| Ямайка     |                      |                | 1 (2024) |                | 1      |
| Панама     |                      |                |          | 2 (2023, 2024) | 2      |
| Коста-Рика |                      |                |          | 1 (2021)       | 1      |

## Нагороди
| Турнір  | Найкращий гравець | Найкращий бомбардир | Найкращий воротар    | Найкращий молодий гравець | Нагорода Fair Play | прим.  |
| ------- | ----------------- | ------------------- | -------------------- | ------------------------- | ------------------ | ------ |
| 2019–20 | Вестон Маккенні   | Глеофіло Влейтер    | Луїс Лопес Фернандес |                           | Барбадос           | [ 8 ]  |
| 2022–23 | Крістіан Пулишич  | Гервін Лейк         | Метт Тернер          | Панама                    | [ 9 ]              |        |
| 2023–24 | Джованні Рейна    | Омарі Глазго        | Метт Тернер          | Омарі Глазго              | Панама             | [ 10 ] |